# Famiglia spirituale di Charles de Foucauld

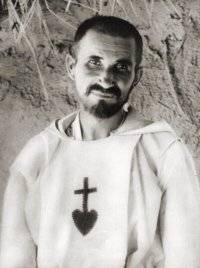
Charles Eugéne de Foucauld

La Famiglia spirituale di Charles de Foucauld è un'associazione che raccoglie gran parte delle comunità religiose cattoliche che si ispirano a san Charles de Foucauld.
Contano, in totale, circa 13.000 membri. Hanno finalità simili, ma raccolgono categorie diverse di persone (sacerdoti, laici, religiosi). Non costituiscono un'unica congregazione, ma sono solo legate da comuni riferimenti spirituali e vincoli di fraternità.
La Famiglia comprende 12 Congregazioni religiose e otto associazioni di vita spirituale:
istituti di vita consacrata
- Piccole suore del Sacro Cuore di Charles de Foucauld
- Fraternità delle Piccole Sorelle di Gesù
- Piccole Sorelle del Vangelo
- Piccole Sorelle di Nazareth
- Piccole Sorelle del Sacro Cuore di Gesù
- Piccoli Fratelli di Gesù
- Piccoli Fratelli del Vangelo
- Piccoli Fratelli dell'Incarnazione
- Piccole Sorelle dell'Incarnazione
- Piccoli Fratelli della Croce
- Piccoli Fratelli di Jesus Caritas
- Discepole del Vangelo
- Fraternità Jesus Caritas, istituto secolare

Associazioni di vita spirituale
- Fraternità Sacerdotale Jesus Caritas
- Fraternità Charles de Foucauld
- Fraternità Secolare Charles de Foucauld
- Union Sodalité Charles de Foucauld
- Gruppo Charles de Foucauld
- Fraternita Jerusalem
- Comunità di Gesù
- Istituto dei Fratelli servitori